# Metal Slug
Metal Slug is een serie actie/arcadespellen ontwikkeld door SNK. De reeks begon op de Neo-Geo en werd daarna overgebracht naar thuisconsoles zoals de PlayStation 2, Sega Saturn, Xbox, en de Nintendo DS. In 2016 viert deze serie zijn twintigjarig bestaan.

## Oorsprong van de naam
Meeher, de hoofdontwikkelaar van de serie, wilde een gepantserd en gewapend voertuig ontwikkelen dat over de grond kroop als een slak (slug). Metal duidt aan dat het pantser van metaal is. In het Nederlands zou de titel Metalen Slak zijn. De naam kan dus als ietwat belachelijk beschouwd worden, maar fans verdedigen de naam door erop te wijzen dat het spel zelf vol humor en absurdisme zit.
De oorspronkelijke Metal Slug lijkt inderdaad wat op een slak gecombineerd met een tank, maar in latere spellen worden bijvoorbeeld ook bewapende kamelen en olifanten als Slugs beschouwd.

## Spelervaring
Metal Slug speelt als een ren-en-schietspel. Andere voorbeelden van dit genre zijn Contra en Gunstar Heroes. De speler kiest een personage en loopt, springt en schiet zich een weg doorheen verschillende levels. Het unieke aan Metal Slug is dat het personage ook een speciale aanval heeft om vijanden van dichtbij uit te schakelen (meestal een mesaanval). Ook zijn er natuurlijk de verschillende Metal Slugs die door de speler bestuurd kunnen worden.

## Spellen in de serie

### Hoofdserie
- Metal Slug Super Vehicle-001 (1996)
- Metal Slug 2 (1998)
- Metal Slug 3 (2000)
- Metal Slug 4 (2002)
- Metal Slug 5 (2003)
- Metal Slug 6 (2006)
- Metal Slug 7 (2008)

### Heruitgaven
- Metal Slug X (1999, heruitgave van 2)
- Metal Slug XX (2009, heruitgave van 7)

### Andere verwante spellen
- Metal Slug 1st Mission (1999)
- Metal Slug 2nd Mission (2000)
- Metal Slug Advance (2004)
- Metal Slug Anthology (2007, compilatie)
- Metal Slug Collection PC (2009, compilatie)
- Metal Slug: Awakening (2023)